# Обсерваторія Мекки
Обсерваторія Мекки (араб. مرصد مكة) — астрономічна обсерваторія, розташована в місті Мекка у Саудівській Аравії.

## Історія
Ідея створення першої астрономічної обсерваторії в Мецці виникла під час правління короля Абдель-Азіза ібн Сауда в 1948 році, коли шейх Мухаммед Абдул Раззак Хамза зацікавився вивченням астрономії. Шейх подав прохання новому королю Сауду ібн Абдель-Азізу, і король дозволив створення обсерваторії. Обсерваторія на горі Абу-Кубайс почалася з приладів, привезених шейхом, включаючи телескоп, набір карт та інше обладнання. Шейх писав у статті, що інструменти для обсерваторії купив на його прохання наслідний принц під час візиту до США.